# Bendougou
Bendougou és una regió de Mali al sud-oest de San. A grans trets està formada pels territoris entre el riu Koba Dielo (Mayel Bodebel) a l'oest i sud, el riu Bendougou Ba a l'est, el riu Baoulé (afluent del Bakhoy) (curs alt del Bani) al nord.
Formava part nominal dels dominis de l'Imperi Tuculor d'al-Hadjdj Umar fins que el 1890 el francesos van ocupar Ségou. La regió formava part del l'anomenada Minianka i limitava pel sud amb el regne de Kénédougou, però els seus caps gaudien d'autonomia i es consideraven independents. El 1892, després de la repressió de la Revolta de Sansanding i Ségou, la regió va oferir voluntàriament la seva aliança a França. El 1893, després de la conquesta de Bandiagara les tropes franceses van arribar al país que fou inclòs en el cercle de Djenné.